# Amas des Arches
L'amas des Arches est un amas ouvert situé a environ 25 000 années-lumière (a.l.) dans la constellation du Sagittaire, à seulement 100 a.l. du centre de la Voie lactée.
Cette amas est étrange car on ne sait pas comment un nombre aussi important d'étoiles ont pu se former dans un lieu si hostile de la Voie Lactée.
Cette amas contient plusieurs étoiles de plus de 100 fois la masse du Soleil. Il contient 150 étoiles parmi les plus brillantes de la Voie lactée.

## Rayons cosmiques
Le satellite européen XMM-Newton a détecté une nouvelle source de rayons cosmiques au voisinage de l'amas des Arches. Dans l'onde de choc, ces particules sont accélérées à environ 700 000 km/h. Ces rayons cosmiques seraient provoqués par des explosions de supernovae.